# Evacuación de los alrededores del volcán Ubinas en 2019
La evacuación de  los alrededores del volcán Ubinas en 2019 inició a finales de junio de ese año ante el incremento de las erupciones del mencionado volcán, uno de los más activos del arco volcánico al sur del Perú. El epicentro del suceso se desarrolla en el distrito homónimo dentro de la provincia de General Sánchez Cerro en el noroeste del departamento de Moquegua.
El 13 de abril, el Instituto Geofísico del Perú, por medio del satélite PerúSAT-1, identificó a poblaciones que se encontraban vulnerables ante un posible incremento de las erupciones volcánicas. El 22 de julio, el gobierno peruano dispuso el traslado de 1000 personas que habitan alrededor del volcán a sitios fuera de peligro. Mientras tanto los ministerios de Agricultura y Riego (MINAGRI) y Salud (MINSA) iniciaron un registro de daños que las cenizas volcánicas provocan en la ganadería, agricultura y los pobladores.
La expansión de las cenizas llegó al resto de Moquegua, también a los departamentos de Arequipa, Tacna y Puno, así como al occidente de Bolivia y el norte de Argentina.

## Evacuación
Ubinas es un volcán que baja e inicia sus erupciones en tiempos relativos, el volcán volvió a ser activo el 25 de junio de 2019 a las 7:10 horas con la aparición de fumarolas de 400 metros de altura. En lo que respecta a la nueva erupción, el pueblo de Ubinas, el más cercano al volcán, fue cubierto completamente por el volcán. Los pobladores de Ubinas y otros pueblos cercanos presentaron obstrucción de vías respiratorias y problemas oculares, el nivel de afectados, según el diario El Comercio, puede llegar a 29 700 personas en todo el sur peruano. El municipio de Ubinas entregó lentes y mascarillas a los afectados.
El presidente de la República Martín Vizcarra afirmó lo siguiente:

El poblado de Ubinas ya está alistando a la población para evacuar porque las característica de esta erupción es de las más intensas en las últimas décadas.

Mientras tanto, el gobierno mediante el Decreto Supremo N° 129-2019-PCM, declaró en emergencia los distritos de Conduriri, Santa Rosa, Capazo, Acora, Pichacani, San Antonio, Tiquillaca, Mañazo y Cabana esparcidos en las provincias de Puno, San Román, El Collao y Chucuito, todos en el departamento de Puno.
En el departamento de Arequipa, el distrito de San Juan de Tarucani, por medio del Decreto Supremo N° 129-2019-PCM, también fue declarado en estado de emergencia.
El 26 de junio de 2019 se inició la evacuación oficial por parte del ejército peruano, se trasladó un primer grupo al poblado de Anascapa, según Centro de Operaciones de Emergencia Nacional son 1.120 personas los que serán trasladados.

### Situación en otros países
El gobierno provincial de la provincia del General José Manuel Pando, en Bolivia, declaró que 2000 personas se encuentran afectadas por las cenizas llegadas desde el lado peruano, además de 20 000 cabezas de ganado, como consecuencia las clases fueron cesadas y se recomendó a la población mantenerse dentro de sus hogares. Hasta el momento las localidades de Santiago de Machaca y Catacora son las más afectadas.
El 25 de julio de 2019 el Servicio Meteorológico Nacional de Argentina informó que cenizas del volcán Ubinas llegaron a la provincia de Salta, en el norte argentino.